# Miasta w Urugwaju
Urugwaj to jedno z najbardziej zurbanizowanych państw Ameryki Południowej. Ludność miejska stanowi tutaj blisko 90% ludności kraju. Z tego blisko połowa ludności miejskiej mieszka w stolicy kraju. Według danych oficjalnych pochodzących z 2011 roku Urugwaj posiadał ponad 120 miast o ludności przekraczającej 1 tys. mieszkańców. Stolica kraju Montevideo jako jedyne miasto liczyło ponad milion mieszkańców; 1 miasto z ludnością 100÷500 tys.; 7 miast z ludnością 50÷100 tys.; 13 miast z ludnością 25÷50 tys. oraz reszta miast poniżej 25 tys. mieszkańców.

## Największe miasta w Urugwaju
Największe miasta w Urugwaju według liczebności mieszkańców (stan na 01.09.2011):
| L.p. | Miasto             | Departament | Liczba ludności |
| ---- | ------------------ | ----------- | --------------- |
| 1.   | Montevideo         | Montevideo  | 1 304 687       |
| 2.   | Salto              | Salto       | 104 011         |
| 3.   | Ciudad de la Costa | Canelones   | 95 176          |
| 4.   | Paysandú           | Paysandú    | 76 412          |
| 5.   | Las Piedras        | Canelones   | 71 258          |
| 6.   | Rivera             | Rivera      | 64 465          |
| 7.   | Maldonado          | Maldonado   | 62 590          |
| 8.   | Tacuarembó         | Tacuarembó  | 54 755          |
| 9.   | Melo               | Cerro Largo | 51 830          |
| 10.  | Mercedes           | Soriano     | 41 974          |

## Alfabetyczna lista miast w Urugwaju
Spis miast Urugwaju powyżej 1 tys. mieszkańców według danych szacunkowych z 2011 roku (czcionką pogrubioną wydzielono miasta powyżej 1 mln):
- 25 de Agosto
- 25 de Mayo
- Aceguá
- Aguas Corrientes
- Aiguá
- Alejandro Gallinal (Cerro Colorado)
- Ansina
- Artigas
- Atlántida
- Baltasar Brum
- Barros Blancos (Juan Antonio Artigas)
- Belén
- Bella Unión
- Blanquillo
- Canelones
- Cardal
- Cardona
- Carmelo
- Carmen
- Castillos
- Casupá
- Cebollatí
- Cerrillos
- Cerro Chato
- Chuy
- Ciudad de la Costa
- Ciudad del Plata
- Colonia del Sacramento
- Colonia Valdense
- Constitución
- Curtina
- Delta del Tigre
- Dolores
- Dr. Francisco Soca
- Durazno
- Ecilda Paullier
- El Pinar
- Empalme Olmos
- Florencio Sánchez
- Florida
- Fraile Muerto
- Fray Bentos
- Fray Marcos
- General Enrique Martínez
- Guichón
- Isidoro Noblía
- Joaquín Suárez
- José Batlle y Ordóñez
- José Enrique Rodó
- José Pedro Varela
- Juan Lacaze
- Juanicó
- La Aguada y Costa Azul
- La Floresta
- La Paloma
- La Paloma
- La Paz
- Las Piedras
- Lascano
- Libertad
- Maldonado
- Mariscala
- Melo
- Mercedes
- Migues
- Minas de Corrales
- Minas
- Montes
- Montevideo
- Nico Pérez
- Nueva Helvecia
- Nueva Palmira
- Nuevo Berlín
- Ombúes de Lavalle
- Palmitas
- Pan de Azúcar
- Pando
- Parque del Plata
- Paso de Carrasco
- Paso de los Toros
- Paysandú
- Piriápolis
- Porvenir
- Progreso
- Punta del Este
- Puntas de Valdéz (Benzano)
- Quebracho
- Rafael Perazza
- Río Branco
- Rivera
- Rocha
- Rodríguez
- Rosario
- Salinas
- Salto
- San Antonio
- San Bautista
- San Carlos
- San Gregorio de Polanco
- San Jacinto
- San Javier
- San José de Mayo
- San Luis
- San Ramón
- Santa Clara de Olimar
- Santa Lucía
- Santa Rosa
- Sarandí del Yí
- Sarandí Grande
- Sauce
- Sequeira
- Solís de Mataojo
- Tacuarembó
- Tala
- Tambores
- Tarariras
- Toledo
- Tomás Gomensoro
- Tranqueras
- Treinta y Tres
- Trinidad
- Tupambaé
- Velázquez
- Vergara
- Vichadero
- Villa de Soriano
- Young